# Ahr
Pour les articles homonymes, voir AHR.
L'Ahr est une petite rivière d'Allemagne (en Rhénanie-du-Nord-Westphalie et Rhénanie-Palatinat) et un affluent de rive gauche du Rhin.

## Géographie
Traversant le massif de l'Eifel, elle arrose Aremberg, Bad Neuenahr-Ahrweiler (une station thermale) et se jette dans le Rhin au sud de Remagen, après un cours de 89 km.
On pratique la viticulture (vin rouge) dans la vallée qui est très touristique grâce aux vignobles et aux villages pittoresques.
Près de Bad Neuenahr-Ahrweiler, un long système de casemates souterraines  a été construit durant la guerre froide pour y abriter si nécessaire le gouvernement ouest-allemand. Le dispositif est condamné. Une petite section a été aménagée en musée.

## Hautes eaux et inondations
L'Ahr a atteint des niveaux d'eau élevés avec des effets destructeurs en 1804 (64 décès) et en 1910 (57 décès). En conséquence, tous les ponts de l'Ahr — à l'exception de celui de Rech — ont dû être reconstruits au XXe siècle. Dans le tunnel de l'Ahrstrasse à Altenahr, on trouve les marques des plus hauts niveaux.
Le 2 juin 2016, le niveau de l'Ahr à Kreuzberg et Altenahr atteint un nouveau plus haut niveau depuis le début des mesures. À la jauge d'Altenahr, l'Ahr atteint 369 centimètres, soit 20 cm de plus qu'en 1993.
Le 14 juillet 2021, des pluies abondantes et persistantes entraînent une crue jamais observée jusqu'alors. La station de mesure d'Altenahr enregistre un niveau d'eau de 575 cm à 20 h 45 et, à Bad Bodendorf, le 15 juillet 2021 à 3 h 45, un niveau de 483 cm.